# Citrate de triammonium
Le citrate de triammonium est le sel de l'acide citrique composé de trois cations ammonium, de formule C6H17N3O7.
Il est utilisé en tant qu'additif alimentaire sous le numéro E380.